# Димитър Кръстев Попов
Вижте пояснителната страница за други личности с името Димитър Попов.
Димитър Кръстев Попов, с псевдоним Централния, е български политик, последователно от Народната партия, от Прогресивнолибералната партия и от Народнолибералната партия. Той е на няколко пъти министър през периода 1902 – 1905 г.

## Биография
Димитър Попов е роден в Калофер на 22 юни (6 юни стар стил) 1855 г. Учи в родния си град, в семинария в Пловдив и в Робърт колеж в Цариград. През 1876 г. завършва Френския султански лицей в Галатасарай, като по онова време публикува оригинални изследвания в областта на геометрията.
През 1877 г., в началото на Руско-турската война, публикува в цариградския вестник „Сутрин“ прокламацията на руския император Александър II, за което е съден, но успява да избяга в Румъния.
След Освобождението Попов заема административни длъжности в София. След въвеждането на Режима на пълномощията през 1881 г. емигрира в Пловдив, където е член на Върховния административен съд, прокурор и началник на канцеларията на Дирекцията на вътрешните работи. Участва в Съединението на България през 1885 г.
Член е на Управителния съвет на Българската народна банка от август 1885 до август 1889 г. Той е управляващ БНБ от 26 август 1886 до 4 декември 1887 г..
След провала на Русофилския преврат от 9/21 август 1886 г. Димитър Попов емигрира в Румъния, където остава до 1894 г. Тогава се завръща в България и е избран за народен представител от Народната партия.
През 1898 г. преминава към Прогресивнолибералната партия и е министър на обществените сгради, пътищата и съобщенията във втория и третия кабинет на Стоян Данев (1902 – 1903).
През 1903 г. се присъединява към Народнолибералната партия и остава на министерския пост и във второто правителство на Рачо Петров (1903 – 1905), като за известно време е временно управляващ Министерството на търговията и земеделието.
В 1908 г. пише в близкия до Народната партия вестник „Реч“.
Димитър Попов умира в София на 1 януари 1909 г. (19 декември 1908 г. стар стил).